# Hochschwarzwald
Hochschwarzwald ist eine nicht eindeutig umgrenzte Landschafts-, Regions- und Naturraumbezeichnung meist im südlichen und mittleren Schwarzwald.

## Begriffsgeschichte
Der Name Hochschwarzwald verdankt seine Bekanntheit ursprünglich dem Tourismus. Wintersport- und Luftkurorte in Höhengebieten des Schwarzwalds verwendeten ihn bereits vor dem Ersten Weltkrieg in ihrer Werbung. Seit den 1920er-Jahren fand der Begriff auch Verwendung in der landeskundlichen Literatur, jedoch mit wechselnder regionaler Abgrenzung.
Während er bei einzelnen Autoren nur die Landschaft um das Feldbergmassiv bezeichnete, setzten ihn andere mit dem Südschwarzwald gleich. Wieder andere verwenden den Begriff auch für den höchsten Teil des Mittleren Schwarzwaldes südöstlich des Elztales (Gebiete um den Kandel und die Hochfläche von St. Peter und St. Märgen), teils sogar bis zum Hünersedel nördlich der Elz.
Auch für die Höhengebiete des Nordschwarzwalds um Hornisgrinde und Kniebis ist die Verwendung in der Tourismuswerbung belegt. Zudem bezeichnen amtliche badische und württembergische geologische Veröffentlichungen der 1930er Jahre die höheren Bereiche des nördlichen Schwarzwaldes, in Abgrenzung zu an Störungslinien abgesunkenen Randschollen und zum tektonisch weniger stark angehobenen mittleren Schwarzwald, als Hochschwarzwald.
Das Handbuch der naturräumlichen Gliederung Deutschlands teilt in seiner zweiten Lieferung 1955 den Schwarzwald in sechs Haupteinheiten ein, wobei die südwestliche als Nr. 155 Hochschwarzwald mit einer Fläche von 1271,2 km² geführt wird. Sie umfasst neben dem südlichen, im Feldberg gipfelnden Hebungszentrum des Schwarzwalds auch die von dort nach Süden und Westen ausgehenden, tief eingeschnittenen Täler sowie die Weitenauer Vorberge. Siehe auch: Naturräumliche Gliederung des Schwarzwaldes.
Mit der Umbenennung des ehemaligen Landkreises Neustadt/Schwarzwald in Landkreis Hochschwarzwald (1956–1973) und dem heutigen Landkreis Breisgau-Hochschwarzwald wurde der Begriff auch zum Namen von Verwaltungseinheiten. Die im Landkreis gelegene Gemeinde Eisenbach (Hochschwarzwald) trägt die Bezeichnung seit 1975 offiziell im Namen.
Das Bundesamt für Naturschutz grenzt in seinen Landschaftssteckbriefen die Nummer 15500 Hochschwarzwald (Südlicher Schwarzwald) mit einer Fläche von 1550 km² ab. Sie umfasst die Bereiche des Schwarzwaldes etwa südlich einer Linie Freiburg–Neustadt.
In den Naturraumsteckbriefen des Landes Baden-Württemberg reicht der Hochschwarzwald (Nr. 155) darüber hinaus im Norden bis zur Elz und umfasst eine Fläche von 1990 km².
Zur touristischen Vermarktung gründeten 2008 zehn Orte die Hochschwarzwald Tourismus GmbH. Seit 2021 werden nach mehreren Erweiterungen 20 Orte zwischen St. Peter, Schonach, St. Georgen,  Löffingen und Ühlingen-Birkendorf als Urlaubsregion Hochschwarzwald vermarktet, unter anderem Feldberg, Furtwangen, Hinterzarten, Schluchsee, St. Blasien, Titisee-Neustadt und Todtnau.